# Cronaca di Ioannina
La Cronaca di Ioannina è una cronaca in prosa scritta in greco sulla storia di Giannina durante il governo di Tommaso Preljubović, despota serbo dell'Epiro, che aveva sede a Giannina nella seconda metà del XIV secolo.
La Cronaca fu attribuita per la prima volta ai monaci Proclo e Comneno, e fu quindi inizialmente conosciuta come Cronaca di Proclo e Comneno. La Cronaca è profondamente prevenuta e ostile nei confronti di Preljubović, dipinge Tommaso Preljubović come un tiranno spietato e dispotico, mentre la moglie Maria Angelina Ducena Paleologa è descritta con parole più lusinghiere.
La Cronaca di Ioannina è una fonte inestimabile di informazioni sulla storia della regione dell'Epiro nel tardo Medioevo. Tra le altre informazioni, cita uno sbarco navale sul lago Pamvotida il 26 febbraio 1379, da parte di predoni albanesi, bulgari e valacchi.